# گونوسیت
گونوسیت
یک گونوسیت  به سلول زایایی گفته می‌شود که مسئول گامتوژنز (گامت زایی) می‌باشد. گامتوژنزیز در مردان "اسپرماتوژنز" و در زنان "اووژنز" نامیده می‌شود. بعد از اینکه سلولهای زایای اولیه یا PGCها به طناب‌های تناسلی مهاجرت کردند (در دوران جنینی)، طناب‌های تناسلی به نام" گونوسیت "خوانده می‌شوند.